# Келан
Кела́н (Calan), місто на заході Румунії, у Трансильванії, у повіті Хунедоара. 14,7 тис. мешканців (2002).
Чавуноплавильний завод «Вікторія» (адміністративно об'єднаний із комбінатом «Хунедоара»), завод по виробництву напівкоксу; виробництво будматеріалів.